# Dolna Kartlia
Dolna Kartlia (gruz. ქვემო ქართლი, Kwemo Kartli) – region południowo-wschodniej Gruzji, ze stolicą w Rustawi. Region ten od zachodu graniczy z Samcche-Dżawachetią, od północy z Wewnętrzną Kartlią oraz Mcchetą-Mtianetią, od wschodu z Kachetią, południowa granica regionu jednocześnie jest granicą państwa z Azerbejdżanem i Armenią.

## Geografia
Dolna Kartlia podzielona jest na 7 gmin, wraz z liczbą mieszkańców (2016 r.):
1. Rustawi (miasto) – 126 000
2. Bolnisi (gmina) – 53 800
3. Dmanisi (gmina) – 19 100
4. Gardabani (gmina) – 82 300
5. Marneuli (gmina) – 105 300
6. Tetri Ckaro (gmina) – 21 000
7. Calka (gmina) – 18 900

## Zabytki

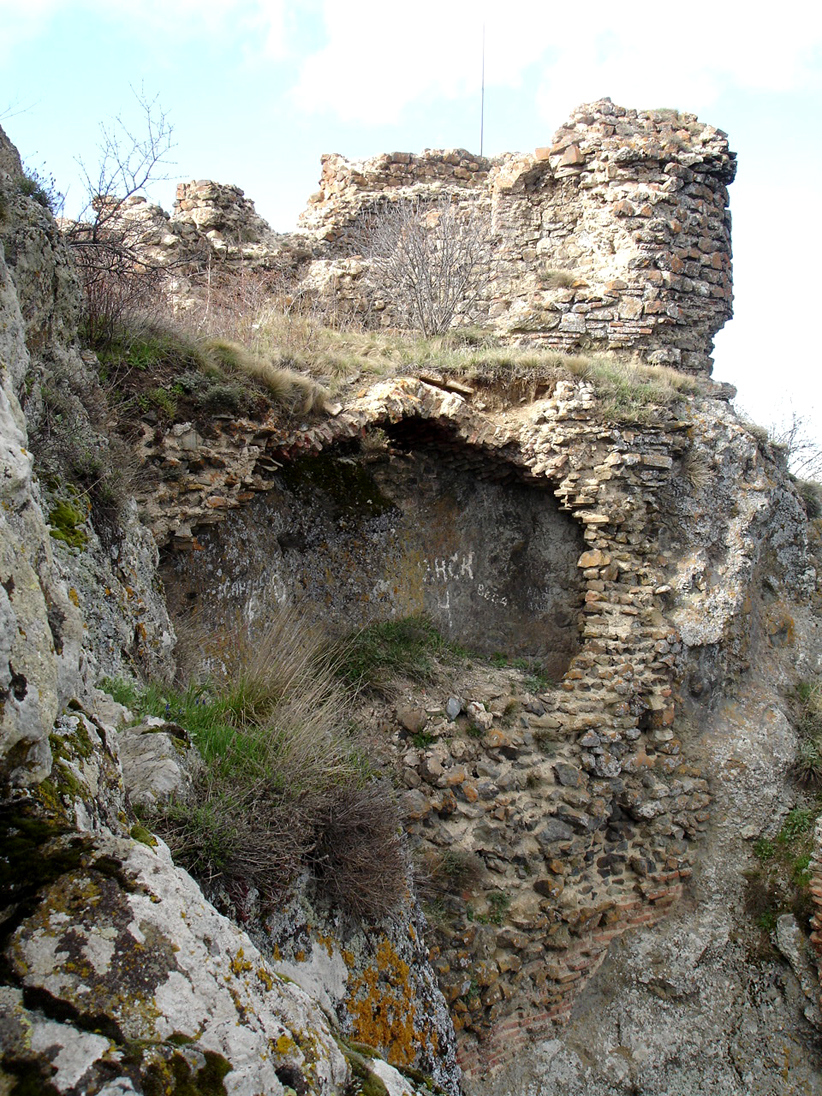
Ruiny fortecy Kodżori

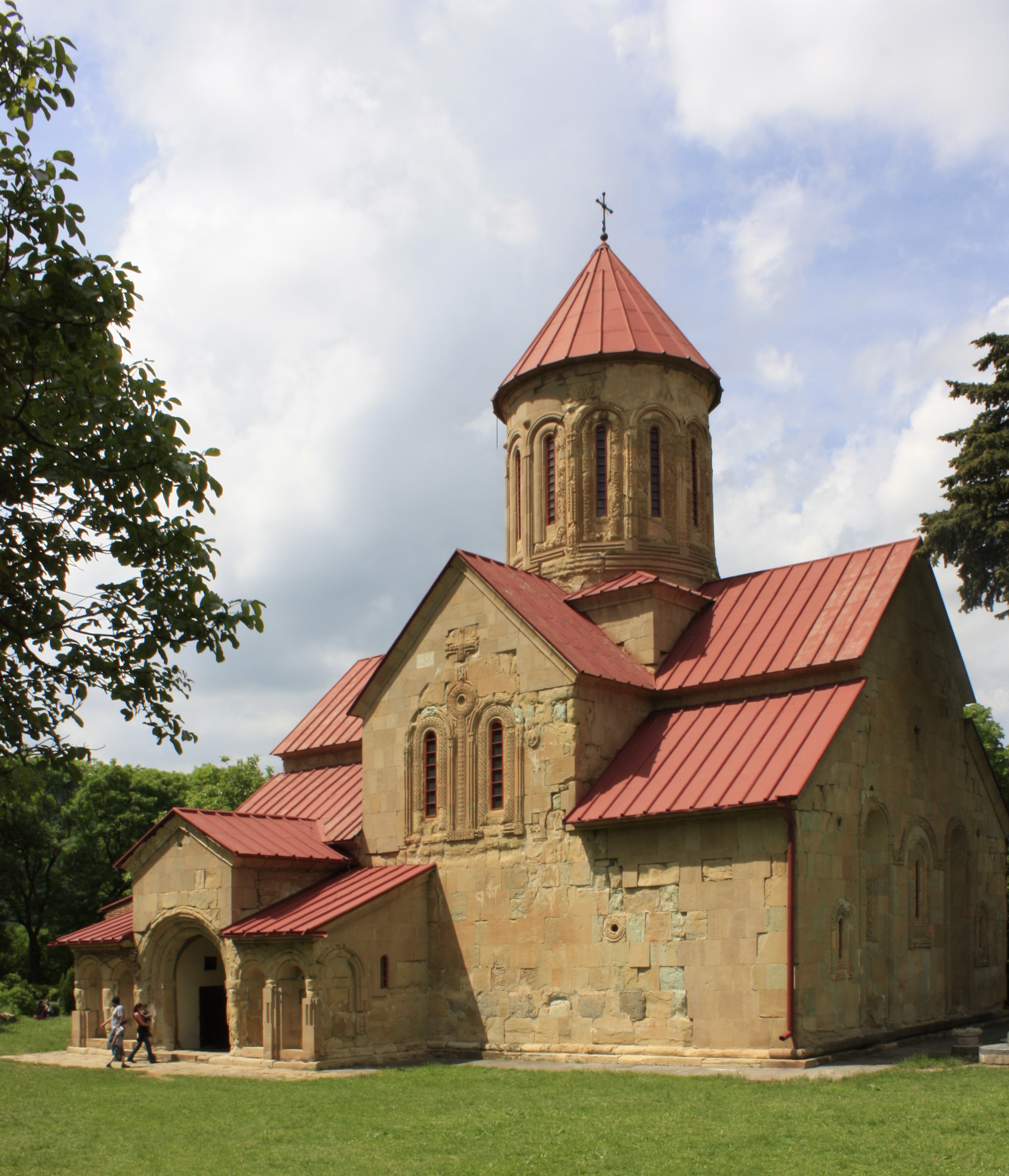
Monastyr Betania

W Bolnisi znajduje się katedra Sioni – jeden z najstarszych kościołów chrześcijańskich Gruzji, datowany na IV wiek, zawierający jeszcze elementy pogańskie.
W okolicach Dmanisi znaleziono najstarsze w Eurazji, datowane na 1,7–1,8 mln lat, szczątki człowiekowatych.
20 km na południe od Tbilisi znajduje się średniowieczna forteca Kodżori (znana również jako forteca Agarani lub Azeuli). Najwcześniejsze jej zabudowania pochodzą z XI wieku, natomiast większość konstrukcji pochodzi z XVI–XVIII wieku.
Monaster Betania jest średniowiecznym gruzińskim klasztorem prawosławnym, oddalonym 16 km na południowy zachód od Tbilisi. Powstał w czasach „Złotego Wieku” Królestwa Gruzji, zbudowany w XII i XIII wieku, słynie z obrazów ściennych przedstawiających ówczesnych gruzińskich monarchów.